# 无头鬼
无头鬼是中国大陆和台湾传说中的妖怪，是被斩首或馘首而死所变成的，除无头部，服装等和普通人无异。清代作家黄鈞宰就写过无头鬼的故事。在《南皋筆記》卷一〈無頭鬼〉里，有鬼魂伸冤報仇的故事，本身揭發官吏濫殺無辜的罪行。本身别称「獝狂」，最早记载于《汉书》。台中大甲的「武營鬼」，有無頭鬼在晚上買米糕粥的怪談。

## 其他
涼山彝族亦有用野草扎鬼偶,用咒牲血畫鬼板,以此驅趕鬼的习俗，其中包括男鬼、女鬼、多頭鬼、無頭鬼、獨腳、斷手鬼。

《滑瓢之孙》的首无（くびなし）中文译名也译作无头鬼，然而“首无”的“首（くび）”日语中兼有“脖子”和“头”两个意思。在剧情里首无其实是没有脖子并非没有头。

## 参看
台湾妖怪列表
中国妖怪列表